# Heldburger Gangschar

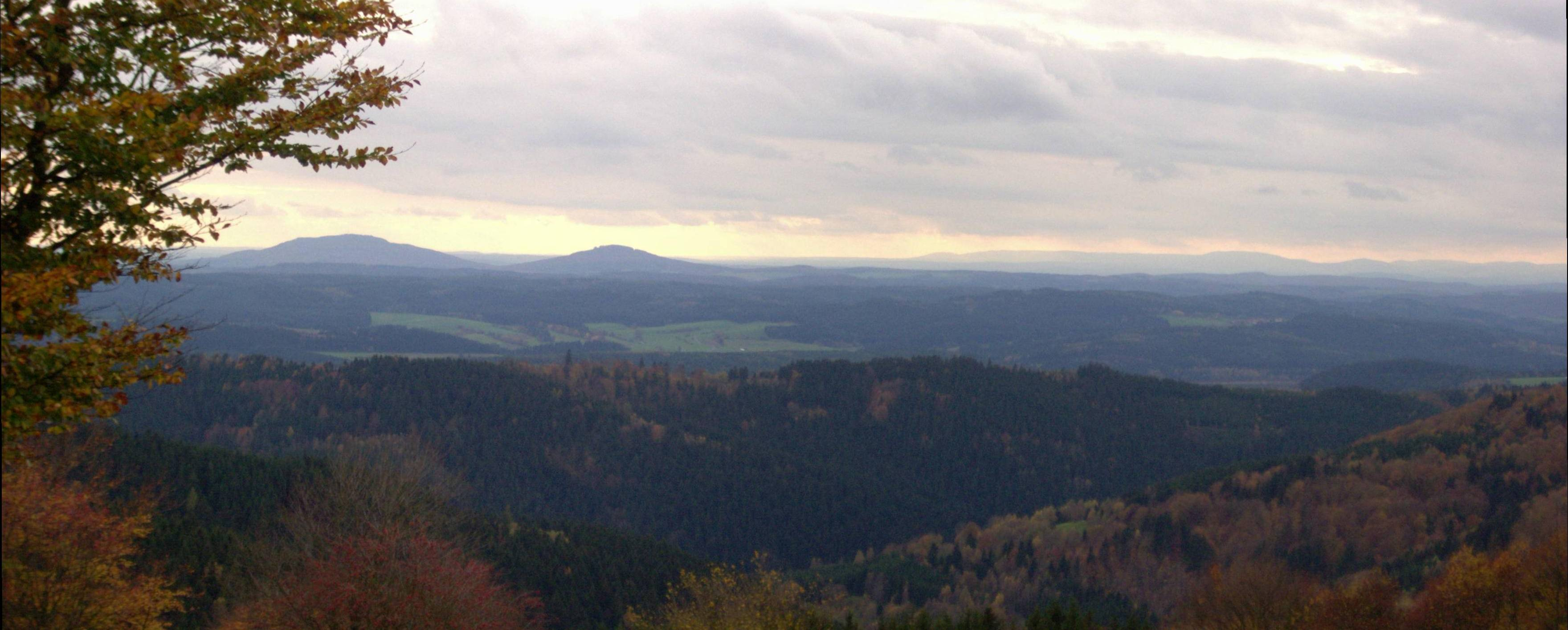
Die 679 und 641 m hohen Gleichberge

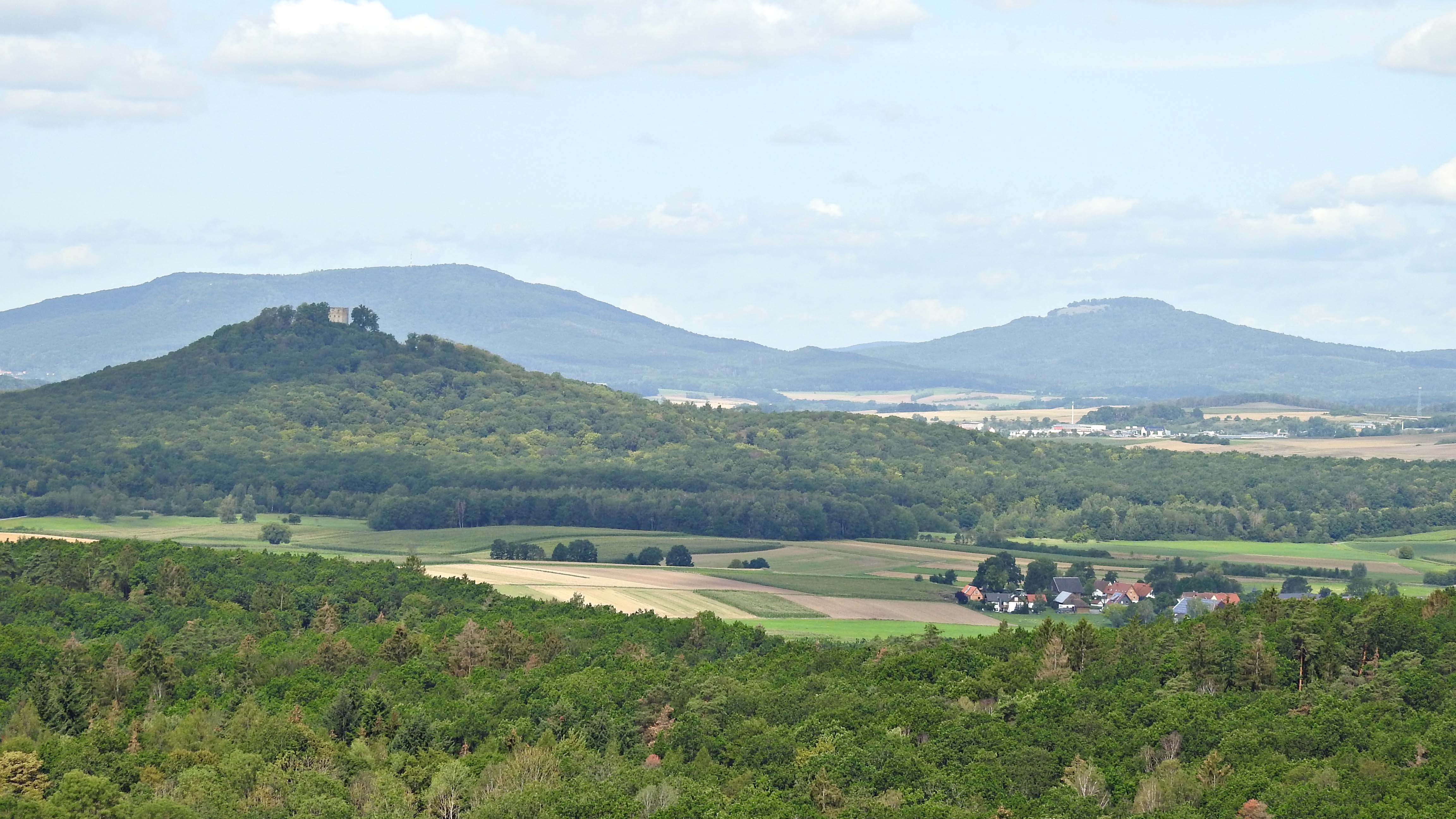
Blick von der Henneberger Warte zum Straufhain, dahinter die Gleichberge

Die Heldburger Gangschar ist ein tertiäres, zur Mittel- oder Zentraleuropäischen Vulkanprovinz (CEVP) gehörendes Vulkanfeld in den fränkischen Teilen Nordbayerns und Südthüringens. Der Name ist abgeleitet vom dazugehörigen Burgberg (auch Schlossberg) der Veste Heldburg in Südthüringen. Der Begriff Gangschar bezieht sich darauf, dass hier weit überwiegend nur „Gänge“ genannte Spaltenfüllungen aus vulkanischem Gestein aufgeschlossen sind.
Diese Gänge sind ausschließlich parallel zueinander in nordnordost-südsüdwestlicher Richtung ausgebildet, ihr Querschnitt beträgt oft weniger als einen Meter.
Neben den Gängen selbst gehören auch wenige größere Schlote, die aufgeweiteten Bereichen dieser Spalten entsprechen, zum Vulkanfeld, die teilweise als Basaltkegel von der Erosion als Bergkuppe freigelegt worden sind. Die mit Abstand imposantesten der heute noch erhaltenen Berge sind die 641 und 679 m hohen Gleichberge.
Der Name „Heldburger Gangschar“ für das Vulkanfeld wurde 1955 durch den Geologen Walter Carlé eingeführt.

## Lage
Die Vulkanite der Heldburger Gangschar befinden sich in einem Streifen von etwa 70 Kilometern Länge. Im südlichen Teil um Hofheim in Unterfranken schmal, nur etwa 6 Kilometer breit, erreicht das Feld im zentralen Abschnitt zwischen den Städten Römhild im Westen und Coburg im Osten etwa 20 Kilometer Breite. Die westlichen Gänge liegen im Hügelland der Haßberge. Eines der südlichsten Vorkommen ist ein kleines Basaltvorkommen nahe Stöckach im Landkreis Haßberge. Die nördlichsten Vorkommen liegen ein wenig nördlich des Kleinen Gleichbergs. Allerdings werden auch abseits dieses Hauptfelds gelegene Basaltvorkommen, wie etwa am Vulkan von Oberleinleiter im Norden der Frankenalb oder bei Kulmbach, auf dasselbe Vulkansystem zurückgeführt, wenn sie in Zeitstellung, Lithologie und Orientierung der Spaltensysteme übereinstimmen.

## Geologische Stellung
Die Basaltgänge der Heldburger Gangschar sind einheitlich NNO-SSW-orientiert. Diese Ausrichtung entspricht der Orientierung des Oberrheingrabens und wird daher von den Geologen „rheinisch“ genannt. Ihre Umgebung gehört zum Südwestdeutschen Schichtstufenland, die meisten zu dem durch Sandsteine des Keuper gebildeten Keuperbergland. Dieses endet im Nordosten an der Großstörung Fränkische Linie, an der die Gesteine des unterliegenden variszischen Gebirges in der Größenordnung von zwei Kilometern gegenüber der Schichtstufenlandschaft der Trias angehoben und teilweise auf das Vorland aufgeschoben wurde. Nordwestlich der Fränkischen Linie waren keine Vulkane des Vulkanfelds vorhanden.
Das südwestdeutsche Schichtstufenland unterliegt lang andauernden Hebungsvorgängen, bei denen die vorher nahezu auf Meeresspiegelniveau (ursprünglich sogar darunter) liegenden Platten angehoben und dabei abgetragen (erodiert) worden sind. In der Keuperlandschaft um die Heldburger Gangschar werden dabei, allein in der Zeitspanne seit Ende des Vulkanismus, Abtragungen in der Größenordnung von 600 Meter und darüber rekonstruiert. Es sind also nicht nur die alten Vulkangebäude selbst, sondern auch alle oberflächennahen Bildungen daraus völlig abgetragen. Zu sehen sind heute die tieferen, früher tief im Nebengestein verborgenen Schlot- und Spaltenbereiche. Die Abtragung ist dabei je nach Härte der Gesteine unterschiedlich tief vorangeschritten (wodurch auch die Schichtstufen ausgebildet wurden). Obwohl also die Vulkane selbst und oberflächennahe Bildungen immer fehlen, sind die Schlot- und Spaltenbereiche in, relativ zu ihrer Entstehungszeit, unterschiedlicher Tiefe angeschnitten. In Umgebungen mit weichen Nebengesteinen, wie Tonstein, wurden Basaltintrusionen in die Schlote wegen der größeren Härte des Gesteins als Härtling wieder zu Hügelkuppen herausgearbeitet. Diese Hügel haben aber nichts direkt mit den ehemaligen (oberirdischen) Vulkanen selbst zu tun. Die ursprüngliche Lage der Landoberfläche kann etwa durch Xenolithe genannte Einschlüsse von Nebengestein, die in die Vulkanschlote gestürzt sind und dort zu finden sind, rekonstruiert werden. Demnach haben die Schlote der Vulkane der Heldburger Gangschar zur Ausbruchszeit noch Gesteine des Weißjura durchschlagen. Allein die ehemals flächendeckend vorhandenen Jurasedimente waren dort etwa 450 Meter mächtig.

## Gesteine
Bei der Ausbildung der vulkanischen Gesteine zeigt sich ein Nord-Süd-Gradient. Im Norden, in Südthüringen, überwiegen basaltische Gesteine. Nach Süden hin werden diese mehr und mehr durch Tuffe abgelöst. Tuffe sind pyroklastische Gesteine, die eher oberflächennah oder zumindest bei Kontakt des Schlotbereichs zur Atmosphäre entstehen. Chemisch stimmen die Gesteine überein. Sie sind meist entweder als Olivinbasalt oder als, noch kieselsäureärmere und damit basischere, Olivinnephelinite oder Nephelin-Basanite zu charakterisieren. Wenige Gänge ganz im Süden förderten helle Tuffe.
Die Entstehung der größeren Schlote wird heute anders gedeutet. Dort wurde vermutlich zunächst phreatomagmatisch, durch Kontakt des heißen Magma zu kaltem Oberflächen- oder Grundwasser, ein tiefer Schlot ausgesprengt, es entstand also ein Maar-Diatrem-Vulkan. In die lockere, durch die Explosion zerrissene Schlotfüllung (oft als Schlotbrekzie bezeichnet) drang dann in einer späteren Phase basaltisches Magma intrusiv ein und bildete einen massiven Basaltkörper. Bei den schmalen Vulkanitgängen wird vermutet, dass sie vor deren Abtragung Vulkane vom Typus eines Schlackenkegels gespeist haben, also ohne Kontakt zu größeren (Grund-)Wasservorkommen ausgebrochen sind. Da sich von eventuellen Schlackenkegeln aber in der Landschaft durch die starke Erosion keine Spur erhalten hat, ist dieser Schluss spekulativ. An manchen Stellen erkennbare, meist ovale Aufweitungen der Gänge können als Übergangsformen gedeutet werden.
Von den kieselsäurearmen, basaltischen Gesteinen, die auf eine primitive Schmelze mit Herkunft direkt aus dem Erdmantel hindeuten, weicht ein einzelnes Vorkommen markant ab. Es ist das namensgebende des Heldburger Burgbergs. Hier steht überwiegend kieselsäurereicheres, als Phonolith charakterisiertes Gestein an. Dieses Vorkommen wird gedeutet als entstanden durch eine erstarrte Intrusion von Magma in keuperzeitliche Ton- und Sandsteine. Spurenelementuntersuchungen legen eine Entstehung aus einer den übrigen Vorkommen ähnliche basanitischen Schmelze durch magmatische Differentiation (fraktionierte Kristallisation) nahe. Der Phonolith ist gegenüber den ursprünglicheren (primitiven) Nepheliniten und Basaniten verarmt an Magnesium, Eisen, Calcium und den akzessorischen Phosphor und Titan und dadurch (relativ) angereichert an Silikat, Aluminium und den Alkalien Natrium und Kalium, der Kieselsäuregehalt von ursprünglich ca. 41 bis 47 Prozent erhöht auf 57 bis 59 Prozent. Typisch für Intrusionen, ist er im Kern grobkristalliner. Lange für Verwirrung sorgten an der Heldburg anstehende Übergangsgesteine, nach der Zusammensetzung als phonolithische Tephrite charakterisierbar. Später konnte geklärt werden, dass sich diese durch Mischung erklären lassen, indem basanitische Gänge den Phonolithkörper durchschlagen haben und so beide Magmen in Kontakt brachten. Da beide bei der Mischung noch flüssig gewesen sein müssen, sind sie nicht nacheinander aufgedrungen, sondern etwa gleich alt.

## Kegelberge
Die im Vulkanfeld vorherrschenden Gänge, die meist über mehrere Hundert Meter aushalten, aber nur Breiten um einen Meter erreichen, sind in der Regel im Gelände nicht direkt sichtbar. Ihr Verlauf wird zum Beispiel anhand von Lesesteinen in Äckern rekonstruiert. Selten, so etwa südöstlich von Eicha, führt das harte Gestein eines Gangs (an dieser Stelle nur ca. 50 Zentimeter breit), zu einer langgestreckten, wenig ausgeprägten Geländeerhebung.
Daneben gibt es aber eine Reihe von merkanten Bergen mit vulkanischer Geschichte. Diese entsprechen, nach neueren Interpretationen, durch Erosion herausgewitterten Schlotfüllungen (sind also Härtlinge). Solche Berge werden oft als Basaltkegel bezeichnet. Aufgrund der für eine Schlotfüllung teilweise ungewöhnlichen Breite wurden die Berge teilweise in älterer Literatur als Rest von Basaltdecken rekonstruiert, das wird heute nicht mehr vertreten.
Nachfolgend werden die bekanntesten erhaltenen Kegelberge aufgeführt, in Klammern ihre Höhe über NN und, falls bekannt, ihr geschätztes Alter und ihr Gestein:
- Großer Gleichberg (679 m, 14,6 plus/minus 0,2 Millionen Jahre, Nephelinbasanit)[7]. Das Gestein wurde in zwei, in den 1970er Jahren stillgelegten, Steinbrüchen abgebaut. Auf dem Berggipfel befand sich, wie beim kleinen Gleichberg, eine Keltensiedlung.
- Kleiner Gleichberg (641 m) (Nephelinbasanit, zum Teil in glasreicher Ausbildung, dann oft Limburgit genannt). Auf dem Kleinen Gleichberg befand sich die als Oppidum Steinsburg bekannte Keltensiedlung. Neben den vom Menschen aufgeschichteten Wällen befindet sich im Süden ein durch pleistozäne Verwitterung des Gesteins entstandenes Blockmeer.
- (Hinterer) Feldstein (552,3 m); nordwestlich von Lengfeld (Thüringen). Durch Steinbrucharbeiten freigelegter Abschnitt eines Basaltgangs mit besonders schönen Basaltsäulen. Geschützter Geotop, ausgezeichnet als Nationaler Geotop.[8] Am südwestlich benachbarten Vorderen Feldstein ein weiterer Abschnitt desselben Gangs freiliegend.[9]
- Dingslebener Kuppe (428,9 m); nördlich des Kleinen Gleichbergs und südlich von Dingsleben.[10]
- Ermelsberg (514,6 m); nördlich der Dingslebener Kuppe und Dingslebens. Basalt steht an in einem schmalen Gang von etwa 1 m Breite am Osthang des Bergs. Nephelinbasanit.[10]
- Steinerner Berg (499,1 m); westlich von Themar (auch Ottilienberg, Steinerne Kirche),  südwestlich des Feldsteins, an der anderen Werraseite, gegenüber. Langgestreckter Abschnitt eines Gangs, angegeben als Feldspatbasalt.[9]
- Bramberg (495 m, 15 Millionen Jahre, Alkaliolivinbasalt)
- Zeilberg (463 m[11], 16 Mio. Jahre, Nephelinbasanit)
- Straufhain (449 m) (Basalt und Basalttuff. letzterer gedeutet als Schlotbrekzie, mit Intrusion aus Nephelinbasanit. Dieser als jüngste Bildung 14,3 plus/minus 0,1 Millionen Jahre. Zahlreiche Xenolithe eingeschlossen).[12]
- Veste Heldburg (405 m, 12 Mio. Jahre, Phonolith und Basanit, zum Teil in Mischung, dann einem Tephrit ähnlich).

Der Vulkan von Oberleinleiter in der Fränkischen Alb (31 Millionen Jahre, Olivinmelilithephelinit und Olivinnephelinit) ist als Oberflächenform nicht erkennbar, da das Gestein nicht härter ist als der umgebende Weißjurakalk, es also nicht zur Bildung eines Härtlings kommen konnte. So erreicht der Letztgenannte zwar eine Höhe von 505 m, ist jedoch vollkommen in die Juragesteine der Alb eingesenkt.